# Kristina Adebayo
Kristina Adebayo (en ruso: Кристина Адебайо; 19 de enero de 2002) es una deportista rusa que compite en taekwondo.
Ganó una medalla de bronce en el Campeonato Mundial de Taekwondo de 2023 y una medalla de bronce en el Campeonato Europeo de Taekwondo de 2024, ambas en la categoría de +73 kg.

## Palmarés internacional
| Campeonato Mundial | Campeonato Mundial | Campeonato Mundial | Campeonato Mundial |
| Año                | Lugar              | Medalla            | Categoría          |
| ------------------ | ------------------ | ------------------ | ------------------ |
| 2023               | Bakú (Azerbaiyán)  | Medalla de bronce  | +73 kg             |
| Campeonato Europeo |                    |                    |                    |
| Año                | Lugar              | Medalla            | Categoría          |
| 2024               | Belgrado (Serbia)  | Medalla de bronce  | +73 kg             |